# East Finchley (stanice metra v Londýně)
East Finchley je stanice metra v Londýně, otevřená v červenci roku 1867 jako East End. Navrhl ji Charles Holden. Na budově je umístěna socha lučištníka od Erica Aumoniera. Autobusové spojení zajišťují linky 102, 143, 234, 263, 603, H3 a noční linka N20. Stanice se nachází v přepravní zóně 3 a leží na lince:
- Northern Line mezi stanicemi Finchley Central a Highgate.

| Rok  | Počet cestujících |
| ---- | ----------------- |
| 2011 | 6,29 mil          |
| 2012 | 6,30 mil          |
| 2013 | 6,56 mil          |
| 2015 | 7,32 mil          |